# Luis Humberto Salgado
Luis H. Salgado (Cayambe, 1903 - Quito, 1977) va ser un compositor equatorià.

## Biografia
Va ser ensenyat pel seu pare, el compositor Francisco Salgado, un ex alumne del compositor italià Domenico Brescia (que defensava el nacionalisme a Xile i l'Equador, abans d'establir permanentment als EUA. Luis H. Salgado mateix mai va ser un estudiant de Brescia.
Durant la dècada de 1920, Luis Humberto Salgado es guanyava la vida com a pianista de cinema mut a Quito. Més tard va treballar com a crític, professor, cor i orquestra. També va actuar com a director de la Conservatorio Nacional de Música.
En el seu ensayoMúsica vernacla equatoriana (Microestudio), publicat el 1952 por Casa de la Cultura Ecuatoriana, expressa els seus pensaments sobre la creació d'un formulari nacional. Per exemple, va reemplaçar l'esquema clàssic simfònic (Allegro - Larghetto - Allegretto Scherzo - Allegro Vivace) amb una seqüela de les danses populars de l'Equador: 
Equador Simfònica 
I Sanjuanito
II Yaraví
III Danzante
IV Albazo, Aire típico o Alza
"Luis Humberto Salgado va ser la figura destacada de la seva generació. La seva suite simfònica Atahualpa (1933), seva Suite coreogràfica (1946), els ballets El Amaño (1947), El Dios Tumbal (1952) i altres treballs mostren una forta sentiment nacionalista. "Salgado també va escriure dues òperes, Cumandá (1940, rev. 1954); Eunice (1956-7) que mai es van produir. Salgado no va ser un compositor nacionalista, exclusivament, la diversitat d'estil dels seus vuit simfonies mostra. En els seus últims anys, fins i tot es va basar en l'atonalitat i va provar sort amb el 12-nota de la composició".
Encara que només dos dels seus òperes s'esmenten en la literatura majoria de la música, va compondre altres dos, juntament amb nou simfonies, diversos concerts, diversos ballets. "Salgado va ser un compositor prolífic". Ell era a la vegada un nacionalista i un compositor modernista. Ja el 1944, va escriure sanjuanito Futurista per a piano, amb el ritme d'una dansa tradicional de l'Equador dins de l'escriptura dodecafònica. Ell estava en els seus quaranta anys quan va començar a experimentar amb noves tècniques, però no va ser reconegut com un modernista fins més tard en la seva vida."

## Llista d'obres
| Any              | Obra                                                                                              | Descripció        |
| ---------------- | ------------------------------------------------------------------------------------------------- | ----------------- |
| 1933             | Atahualpa o el ocaso de un Imperio (banda simfònica)                                              | Música orquestral |
| 1934             | Ensueño de amor                                                                                   | operetta          |
| 1936             | Canto de Libertad                                                                                 | ballet            |
| 1937             | Andante per a violí i orquestra                                                                   | orquestra         |
| 1940 (rev. 1954) | Cumandá                                                                                           | òpera             |
| 1941             | La consagración de las vírgenes del Sol - Concert per a piano i orquestra                         | orquestra         |
| 1944             | Sanjuanito Futurista (Petita dansa per a piano)                                                   | solista (piano)   |
| 1944             | Cantata amerindia                                                                                 | vocal             |
| 1945             | Alma nativa                                                                                       | vocal             |
| 1947             | El Páramo (Preludi Andino-Equatorià)                                                              |                   |
| 1947             | Alejandría la pagana, melodrama                                                                   | orquestra         |
| 1946             | Suite Coregráfica                                                                                 | ballet            |
| 1947             | El Amaño                                                                                          | ballet            |
| 1947             | Qué lindo es el cariño (sanjuanito)                                                               | cançó             |
| 1947             | Quiteño de Quito' (pasacalle)                                                                     | cançó             |
| 1948             | Concierto fantasía en estilo nacional per a piano i orquestra                                     | orquestra         |
| 1948             | Variaciones en estilo folclórico                                                                  | orquestra         |
| 1949             | Día de Corpus                                                                                     | òpera-ballet      |
| 1949             | First Symphony, "Andina" en sol menor (revisada el 1972 i de nom Sinfonía de Ritmos Vernaculares) | orquestra         |
| 1949             | orquestra                                                                                         |                   |
| 1950             | Pieza característica                                                                              | orquestra         |
| 1952             | El Dios Tumbal                                                                                    | ballet            |
| 1953             | Concierto para violín y orquesta en Mi Mayor                                                      | orquestra         |
| 1953             | Segona Simfonia, "Sintética N. 1", en re menor                                                    | orquestra         |
| 1955             | Tercera Simfonia, "Sobre un Tema Rococó: A-D-H-G-E", en Re Mayor                                  | orquestra         |
| 1957             | Quarta Simfonia, "Ecuatoriana", en Re Mayor                                                       | orquestra         |
| 1957             | Eunice                                                                                            | òpera             |
| 1958             | Cinquena Simfonia, "Neo-Romántica"                                                                | orquestra         |
| 1959             | Homenaje a la danza criolla (Poema simfònic)                                                      | orquestra         |
| 1961             | Aidita                                                                                            | vocal             |
| 1961             | El Centurión                                                                                      | òpera             |
| 1963             | Concierto para piano y obligado de arpa                                                           | orquestra         |
| 1966             | Misa Solemne en Re Mayor (en cinc moviments)                                                      | cor i orquestra   |
| 1966             | Misa Solemne(En quatre moviments)                                                                 | cor i orquestra   |
| 1968             | Sisena Simfonia, Para cuerdas y timbales                                                          | orquestra         |
| 1968             | Concierto para corno y orquesta                                                                   | orquestra         |
| 1969             | Suite ecuatoriana                                                                                 | orquestra         |
| 1969             | Ferviente anhelo (pasillo)                                                                        | cançó             |
| 1970             | Setena simfonia, dedicat a Beethoven, en mi menor                                                 | orquestra         |
| 1971             | El Tribuno                                                                                        | òpera             |
| 1972             | Vuitena Simfonia, en mi menor                                                                     | orquestra         |
| 1975             | Concierto para violoncello y orquesta                                                             | orquestra         |
| 1976             | Concierto ecuatoriano para guitarra y orquesta                                                    | orquestra         |
| 1977             | Novena Simfonia, "Sintética N. 2", en Re Mayor                                                    | orquestra         |